# Doix-lès-Fontaines
Doix-lès-Fontaines – gmina we Francji, w regionie Kraj Loary, w departamencie Wandea. W 2013 roku liczba ludności wynosiła 1723 mieszkańców. 
Gmina została utworzona 1 stycznia 2016 roku z połączenia dwóch ówczesnych gmin: Doix oraz Fontaines. Siedzibą gminy została miejscowość Doix.